# Beta corolliflora
Beta corolliflora är en amarantväxtart som beskrevs av Zosimovic och Karl Peter Buttler. Beta corolliflora ingår i släktet betor, och familjen amarantväxter. Inga underarter finns listade i Catalogue of Life.